# Santiniketan
Santiniketan è un quartiere della città di Bolpur nel distretto di Birbhum (Bengala Occidentale), in India, a circa 152 km a nord di Calcutta. Fu fondato da Maharshi Debendranath Tagore e successivamente ampliato da suo figlio, Rabindranath Tagore, la cui visione è alla base di quella che oggi è divenuta una città universitaria con la creazione dell'università Visva-Bharati.
Il 17 settembre 2023 è stato iscritto nella lista del patrimonio mondiale dell'UNESCO dal Comitato del patrimonio mondiale riunito a Riad per la sua quarantacinquesima sessione.

## Storia
Nel 1863 Debendranath Tagore prese in affitto permanente 20 acri (81 000 m²) di terreno, con due alberi chhatim (Alstonia scholaris), in cambio di un pagamento annuale di Rs. 5, da Bhuban Mohan Sinha, il talukdar di Raipur, Birbhum. Lì costruì una guest house e la chiamò Santiniketan ("la dimora della pace"); a poco a poco, questo divenne il nome con cui era nota l'intera area circostante.

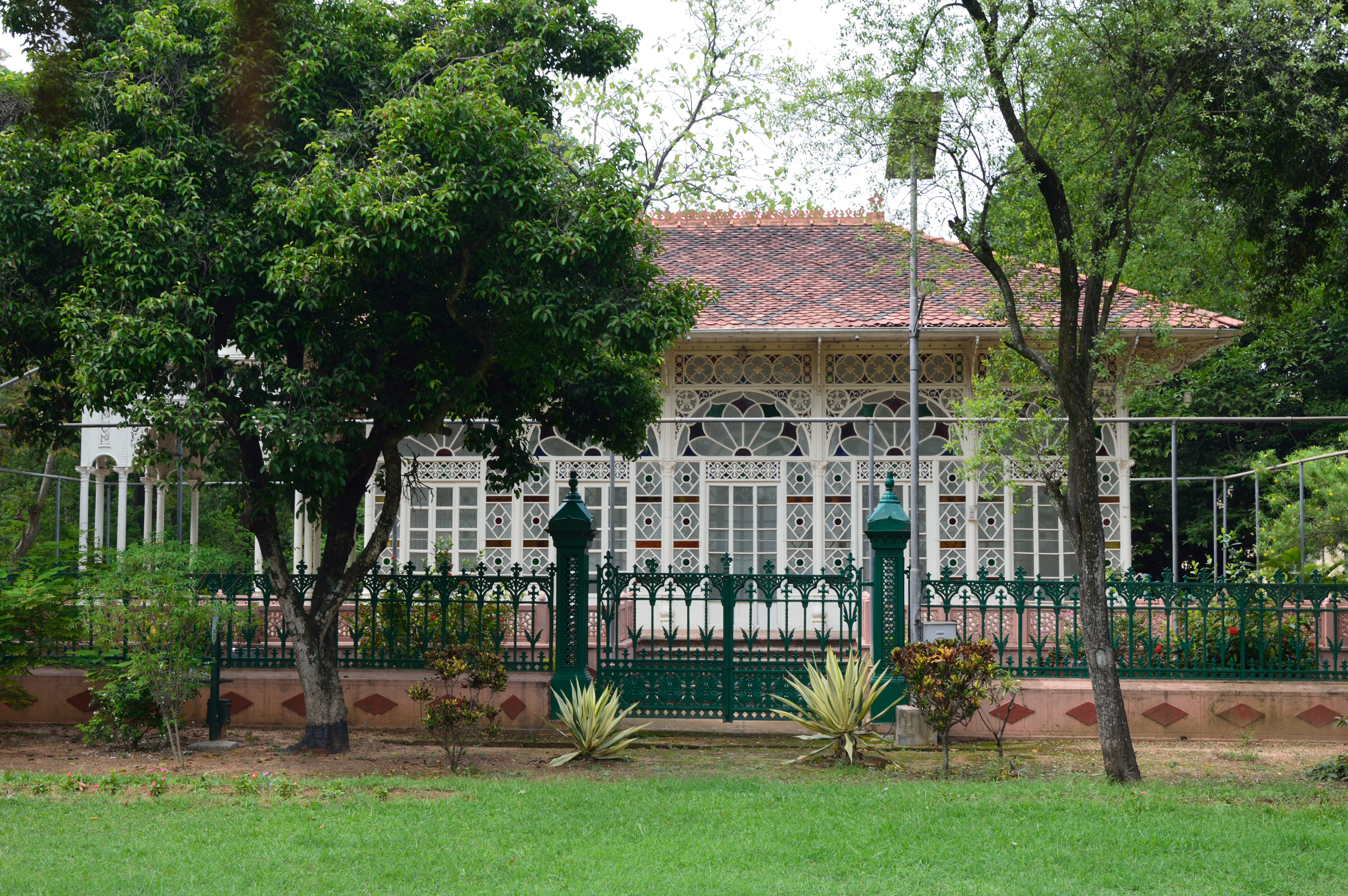
Upasana Griha, la sala di preghiera in vetro costruita da Debendranath

Binoy Ghosh affermava che Bolpur fosse una piccola località a metà del XIX secolo, che è cresciuta man mano che Santiniketan cresceva. Una parte di Bolpur faceva parte degli zamindari della famiglia Sinha di Raipur. Bhuban Mohan Sinha aveva fondato un piccolo villaggio nell'area di Bolpur, proprio di fronte a Santiniketan, e lo aveva chiamato Bhubandanga. Bhubandanga era il covo di una banda di famigerati dacoit, un gruppo di briganti che non avevano scrupoli nell'uccidere persone. Ciò portò a una situazione di conflitto, che però si risolse con la resa del leader della banda a Debendranath; così anche gli ex-banditi iniziarono ad contribuire allo sviluppo dell'area. Debendranath era solito meditare sotto un albero chhatim presente nella località. Ispirandosi al Crystal Palace, costruito originariamente a Hyde Park, a Londra, per ospitare la Grande Esposizione del 1851 e successivamente trasferito, Debendranath costruì una sala di 60 x 30 piedi per le preghiere del Brahmo: il tetto era piastrellato e il pavimento era in marmo bianco, ma il resto della struttura era in vetro. Fin dai suoi primi giorni, questo luogo divenne una grande attrazione per persone provenienti da tutto il mondo.
Rabindranath Tagore visitò per la prima volta Santiniketan il 27 gennaio 1878 quando aveva 17 anni. Nel 1888 Debendranath destinò l'intera proprietà per la fondazione di un Brahmavidyalaya attraverso un atto fiduciario. Nel 1901 Rabindranath fondò un Brahmacharyaashrama che divenne noto come Patha Bhavana dal 1925. Nel 1913 Rabindranath Tagore vinse il Premio Nobel per la letteratura; divenne così il nuovo personaggio di spicco della famiglia Tagore, che con la sua influenza contribuì all'arricchimento della vita culturale e della società nel Bengala in molti campi di attività per un lungo periodo di tempo. L'ambiente di Jorasanko Thakur Bari, una delle residenze della famiglia Tagore a Calcutta, era ricco e fecondo per letteratura, musica, pittura e teatro. Fondata nel 1921 da Rabindranath Tagore, la Visva Bharati fu dichiarata università centrale e istituto di importanza nazionale nel 1951.

## Geografia

### Posizione
Santiniketan si trova a un'altitudine media di 56 metri sul livello del mare. L'area è fiancheggiata su due lati dai fiumi Ajay e Kopai. In passato Santiniketan godeva di un'estesa copertura forestale, ma l'erosione del suolo ha conferito ad alcune aree un aspetto brullo; l'ambiente risultante è localmente noto come khoai. Tuttavia, grazie agli sforzi costanti dei botanici, in alcune parti della città fioriscono piante e alberi provenienti da tutta l'India. Sebbene l'ambiente delle aree circostanti sia cambiato nel tempo, l'area centrale di Santiniketan ha mantenuto la sua vicinanza alla natura.
Per i dati del censimento del 2011 Santiniketan non è identificato come luogo separato. Nella mappa del blocco CD Bolpur-Sriniketan a pagina 718 del  Manuale del censimento del distretto Birbhum (Parte A) (PDF)., l'area occupata da Santiniketan è mostrata come una parte dell'area municipale di Bolpur, mentre Sriniketan è mostrata come una parte di Surul, una città censuaria.

### Clima
Il clima di Santiniketan è moderatamente caldo, con temperature estive intorno ai 35-42°C (massime) e invernali che si aggirano sui 10-15°C (minime). L'estate dura tre mesi, marzo, aprile e maggio, mentre dicembre, gennaio e febbraio sono i mesi invernali. Giugno, luglio, agosto e settembre vedono forti piogge, dovute al monsone e costituiscono la stagione delle piogge. Santiniketan ha toccato la sua temperatura più alta (47,0°C) il 10 giugno 1966. La temperatura più bassa mai registrata è stata 4,9°C il 9 gennaio 2013. La temperatura media annuale è 26,2°C. Le precipitazioni registrano circa 1 480 mm di pioggia all'anno, con 76 giorni di pioggia. L'area è classificata come clima tropicale della savana ("Aw") secondo la classificazione dei climi di Köppen.

### Trasporti
La stazione ferroviaria di Bolpur Shantiniketan è collegata con la stazione ferroviaria di Sealdah, la stazione di Howrah, la stazione ferroviaria di Calcutta e quelle di Malda e New Jalpaiguri nel Bengala Occidentale e con la stazione ferroviaria di Guwahati nell'Assam.
C'è un collegamento diretto di autobus AC Volvo operato dalla compagnia WBTC da Calcutta a Bolpur Santiniketan (Calcutta-Bolpur-Suri e Suri-Bolpur-Calcutta).
Autobus e auto private sono disponibili da Calcutta (servizio taxi esterno di Ola Cabs e Uber da Calcutta), dalla fermata dell'autobus del centro città di Durgapur, da Katwa, Berhampore e presto dalla stazione ferroviaria Santragachi di Howrah.

## La famiglia Tagore a Santiniketan
In the shadows of her trees we meet

in the freedom of her open sky.

Our dreams are rocked in her arms.

Her face is a fresh wonder of love every time we see her,

for she is our own, the darling of our hearts.»
All'ombra dei suoi alberi ci incontriamo

nella libertà del suo cielo aperto.

I nostri sogni sono cullati tra le sue braccia.

Il suo volto è un nuovo prodigio d'amore ogni volta che la vediamo,

perché lei è nostra, il tesoro dei nostri cuori.»
(Rabindranath Tagore)
Santiniketan è stata fondata e sviluppata dai membri della famiglia Tagore. Fondata da Debendranath Tagore, Rabindranath Tagore vi ha scritto molti dei suoi classici letterari. Suo figlio, Rathindranath Tagore, fu uno dei primi cinque studenti del Brahmacharya asrama di Santiniketan. Dopo la morte di suo padre nel 1941 Rathindranath assunse l'onere di tutte le responsabilità a Santiniketan e, quando Visva Bharati divenne un'università centrale nel 1951, Rathindranath ne fu nominato primo vicerettore.
Pratima Devi, la moglie di Rathindranath, ebbe legami con l'università Visva Bharati fin dalla tenera età e ha vissuto a Santinketan fino alla sua morte nel 1969.
Mira Devi, la figlia più giovane di Rabindranath, dopo il suo matrimonio fallito, visse nel Malancha costruito per lei nel complesso dell'Ashrama nel 1926 e morì a Santiniketan nel 1969. Krishna Kripalani, marito di Nandita (Buri), figlia di Mira Devi, insegnò a Santiniketan per quasi 15 anni, a partire dal 1933; la sua biografia di Tagore è stata tra le migliori mai scritte.
Dwijendranath Tagore, il fratello maggiore di Rabindranath, trascorse gli ultimi vent'anni della sua vita a Santiniketan, dove abitava nel Dwaijaviram nel complesso dell'Ashrama.
Dinendranath Tagore, nipote di Dwijendranath, fu il preside del Sangit Bhavana nei suoi primi anni. Dinantika, costruita nel 1939, ospitava il Cha chakra, dove i membri dello staff della Visva Bharati si incontravano davanti a una tazza di tè per incontri e relax.
Indira Devi Chaudhurani, figlia di Satyendranath Tagore, iniziò a vivere a Santiniketan nel 1941 e si occupò del Sangit Bhavana, oltre ad aver ricoperto il ruolo di vicecancelliere per un breve periodo.
Supriyo Tagore, pronipote di Satyendranath, era uno studente della Patha Bhavana e dell'Università Visva Bharati prima di andare all'estero per completare la sua istruzione; si ritirò come il preside più longevo di Patha Bhavana. In seguito ha gestito Sisu Tirtha, un istituto per orfani provenienti principalmente da gruppi tribali economicamente svantaggiati della regione vicino a Santiniketan. Anche suo figlio, Sudripta, con una vasta esperienza nel campo dell'istruzione, si è impegnato nella creazione di una scuola a Ruppur, vicino a Santiniketan, che incarna le idee di Rabindranath.

## Cultura
La città è nota per il suo patrimonio letterario e artistico, con figure degne di nota come Rabindranath Tagore e Nandalal Bose. Inoltre l'università Visva Bharati funge anche da centro culturale di Santiniketan.

### Università Visva Bharati
Santiniketan è una città universitaria con varie strutture educative che offrono un vario panorama di percorsi formativi. A livello scolastico ci sono il Patha Bhavana e Siksha Satra. Oltre a una serie di corsi di discipline umanistiche, scientifiche ed educative, l'Università Visva Bharati offre una gamma di corsi di musica, danza e arte e pone particolare attenzione sui corsi di lingua. Sangit Bhavana offre corsi di Rabindra Sangit, voce classica indostana, sitar, esraj, tabla, pakhawaj, danza Kathakali e danza Manipuri. Kala Bhavana offre corsi di pittura, disegno murale, scultura, arte grafica, design (tessile/ceramica) e storia dell'arte. L'università offre corsi quadriennali specializzati in persiano, tibetano, cinese e giapponese. Bhasa Bhavana offre corsi universitari e post-laurea in arabo e persiano, bengalese, cinese, hindi, indo-tibetano, giapponese, oriya, santali e sanscrito. Vidya Bhavana offre corsi di un anno in arabo, bengalese, cinese, francese, tedesco, hindi, italiano, giapponese, marathi, oriya, pali, persiano, russo, sanscrito, santali, tamil, tibetano e urdu; offre anche corsi biennali di arabo, assamese, bengalese, cinese, francese, tedesco, hindi, italiano, giapponese, marathi, oriya, pali, persiano, russo, sanscrito, santali, tamil, tibetano e urdu. Ci sono corsi certificati in artigianato in pelle, rilegatura di libri e confezionamento fatto a mano, lavoro batik e fabbricazione di carta fatta a mano. Santiniketan offre anche corsi nel campo dell'agricoltura e dello sviluppo rurale.

### Luoghi notevoli
Secondo il Rapporto sullo sviluppo umano di Birbhum del 2009 Santiniketan ha attirato 1,2 milioni di turisti quell'anno.
Il Rabindra Bhavana, fondato nel 1942, subito dopo la morte del poeta, è il punto focale della Visva Bharati; contiene un museo, archivi, la biblioteca e altre unità. Ospita la maggior parte dei manoscritti, della corrispondenza, dei dipinti e degli schizzi di Rabindranath Tagore, 40 000 volumi di libri e 12 000 volumi di diari rilegati, fotografie e numerosi oggetti associati alla vita del poeta. In genere è uno dei primi punti di interesse per chiunque visiti Santiniketan. Fu fondato dal figlio del poeta, Rathindranath Tagore, come museo memoriale e centro di ricerca per gli studi su Tagore.

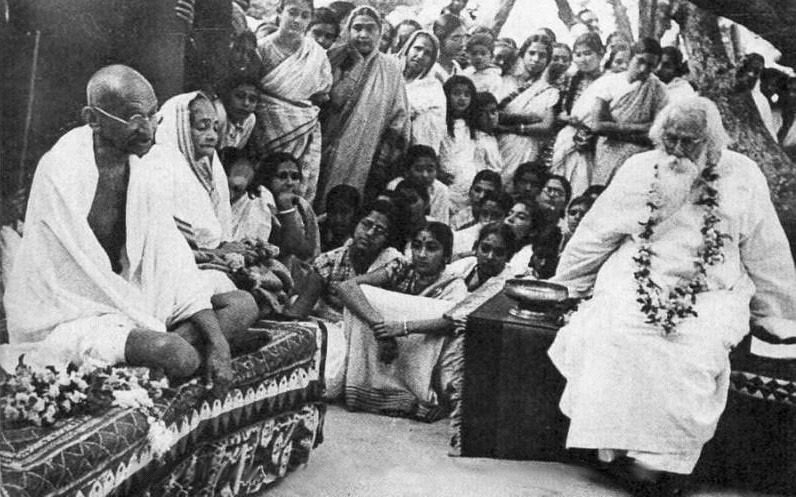
Rabindranath Tagore con il Mahatma Gandhi e Kasturba Gandhi a Santiniketan nel 1940

Il complesso Uttarayan, che si trova nella parte settentrionale della città accanto al Rabindra Bhavana, presenta un gruppo di cinque case costruite da Rabindranath: Udayan, Shyamali, Konark, Udichi e Punascha. I giardini del complesso Uttarayan furono progettati e allestiti da Rathindranath. Shyamali e Konark sono case di fango. Shyamali è stato un esperimento architettonico: la prospettiva visiva era basata sullo stile di Borobudur. L'intero muro esterno è stato decorato con bellissimi rilievi realizzati dagli studenti di Kala Bhavana sotto la guida di Nandalal Bose; i Santal su entrambi i lati della porta principale e sull'angolo orientale erano di Ramkinkar Baij. Mahatma Gandhi e Kasturba Gandhi alloggiarono nella casa come ospiti. Udayan è la casa più imponente del complesso Uttarayan, pensata per gli ospiti importanti in visita a Santiniketan; ogni suite in Udayan si trova su un livello diverso, il che conferisce a questa casa la sua individualità. Nel 2013 Visva Bharati ha aperto un museo, Guha Ghar, nel complesso Uttarayan, in memoria di Rathindranath Tagore.

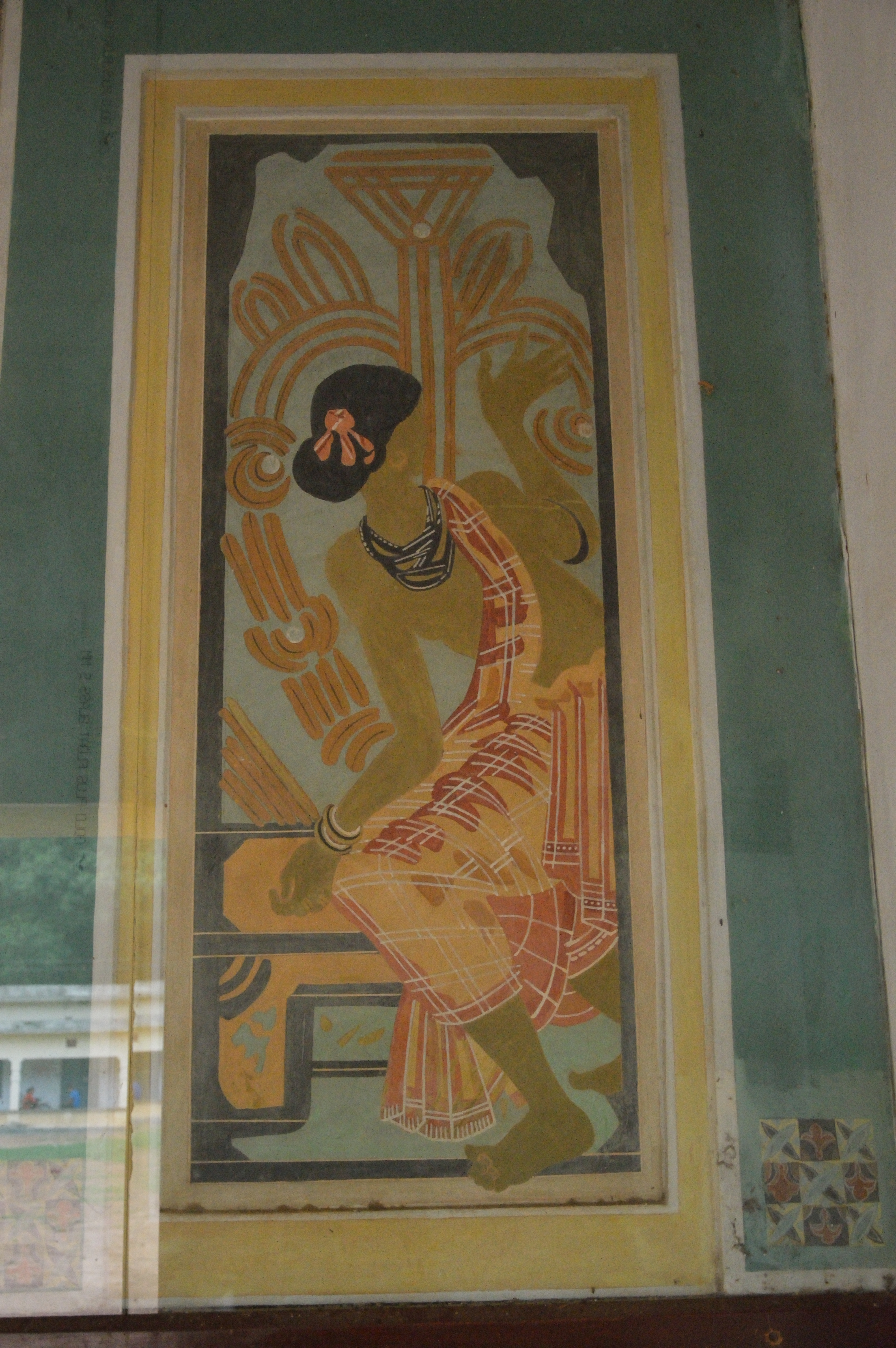
Murale di Nandalal Bose

Il complesso dell'Ashram è la zona più antica di Santiniketan, dove Debendranath costruì il Santiniketan Griha e la bellissima sala di preghiera in vetro colorato, nella seconda metà del XIX secolo. Patha Bhavana è sorto dopo che Rabindranath ha iniziato a risiedere a Santiniketan e contiene bellissimi affreschi di Nandalal Bose. Natun Bari fu costruito nel 1902 a scopo residenziale. Kalo Bari è una struttura unica di fango e catrame di carbone riccamente decorata. Ci sono numerose altre case: Dehali, Santoshalaya, Singha Sadan, Dwijaviram, Dinantika, Taladwaj, Chaitya, Ghantatala, Panthasala, Ratan Kuthi, Malancha e altre, ognuna con una vicenda interessante che la rende storicamente rilevante.

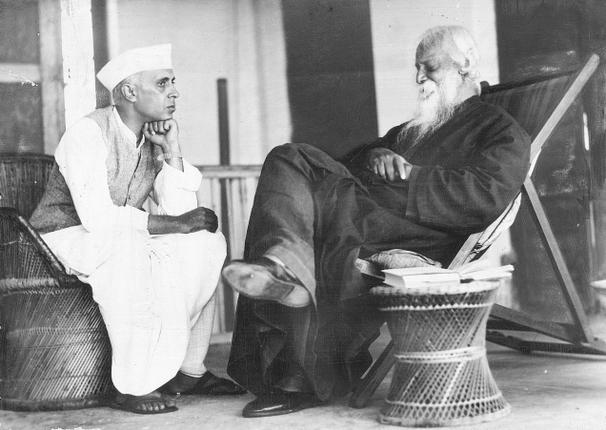
Jawaharlal Nehru con Rabindranath Tagore nel 1940

Visva Bharati fu fondata come centro culturale con l'obiettivo di esplorare le arti, la lingua, le discipline umanistiche, la musica, ecc. Sorsero istituti specializzati in diversi campi: Cheena Bhavana, Hindi Bhavana, Kala Bhavana, Sangit Bhavana, Bhasa Bhavana, Nippon Bhavana, Bangladesh Bhavana e altri. Molte delle numerose strutture di questi istituti sono state decorate da illustri artisti.

### Manifestazioni ed eventi culturali

#### Poush Mela
In tutto il distretto di Birbhum sono diffuse le fiere (mela in bengalese) che sono pensate come un'estensione del concetto di mercato, luogo non solo di commercio e affari ma anche di incontro di persone e arena di eventi e scambi culturali. La fiera più grande e notevole è la Poush Mela che si tiene a Santiniketan per tre giorni a partire dal 7 Poush. Devendranath Tagore con venti seguaci accettò il credo Brahmo da Ram Chandra Vidyabagish il 21 dicembre 1843 (7 Poush 1250 secondo il calendario bengalese): questo evento sarebbe stato la base per lo sviluppo del Poush Utsav (il festival di Poush) a Santiniketan.

#### Festival a Santiniketan
A Santiniketan i cambiamenti stagionali portano i loro colori e le loro bellezze con vari festival, per cui durante tutto l'anno vengono organizzati vari anniversari e programmi culturali. L'enfasi nell'organizzazione di questi festival è sulle forme e sui rituali tradizionali indiani. I numerosi festival vanno da Basanta Utsav e Barsha Mangal a Maghotsav e Rabindra Jayanti. Holi, la festa dei colori, è celebrata nel suo stile a Santiniketan: si chiama Basanta Utsav e accoglie l'arrivo della primavera. Il programma inizia al mattino con canti e balli sulle melodie di Tagore da parte degli studenti e si conclude con lo spargimento di polveri colorate (chiamate abir) e l'espressione di auguri festivi. Dopo il programma formale dell'università Visva Bharati, seguono altri programmi. Barsha Mangal viene celebrato con programmi culturali in luglio-agosto. Ananda Bazar è una fiera dell'artigianato degli studenti che si tiene nel giorno di Mahalaya. Prima di partire per le vacanze di puja, gli studenti celebrano Sharad Utsav. Nandan Mela celebra l'anniversario della nascita di Nandalal Bose (l'1-2 dicembre) ed è un'attrazione speciale per gli amanti dell'arte. Briksharopan e Halkarshan sottolineano la vicinanza dell'uomo alla natura e si tengono il 22 e 23 Shraavana (agosto). Maghotsab, che celebra la fondazione del Brahmo Samaj, si tiene l'11 Magh (verso la fine di gennaio). Il 25 Baisakh (7-8 maggio) è il compleanno di Rabindranath Tagore, ma il suo anniversario di nascita viene celebrato insieme e successivamente al capodanno bengalese (da metà aprile in poi).

## Luoghi notevoli nei dintorni di Santiniketan

### Sinha Sadan
Santiniketan era originariamente una parte degli zamindari ancestrali della famiglia Sinha di Raipur, nel distretto di Birbhum. Satyendra Prasanna Sinha, primo barone Sinha, fece una donazione per la costruzione di Sinha Sadan con una torre dell'orologio e una campana. Fu in questo edificio che l'Università di Oxford conferì il suo dottorato onorario al poeta Rabindranath Tagore.

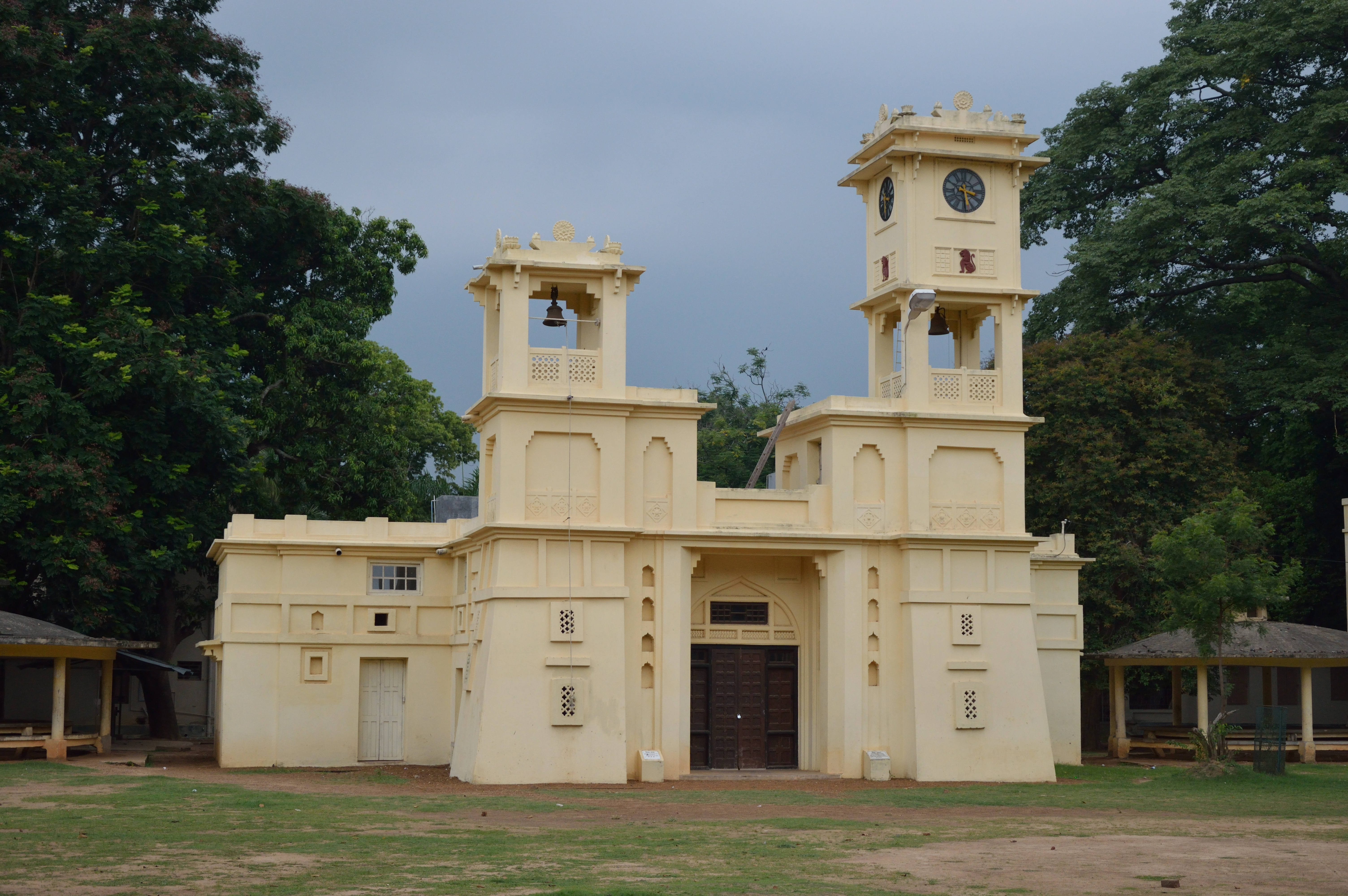
Sinha Sadan
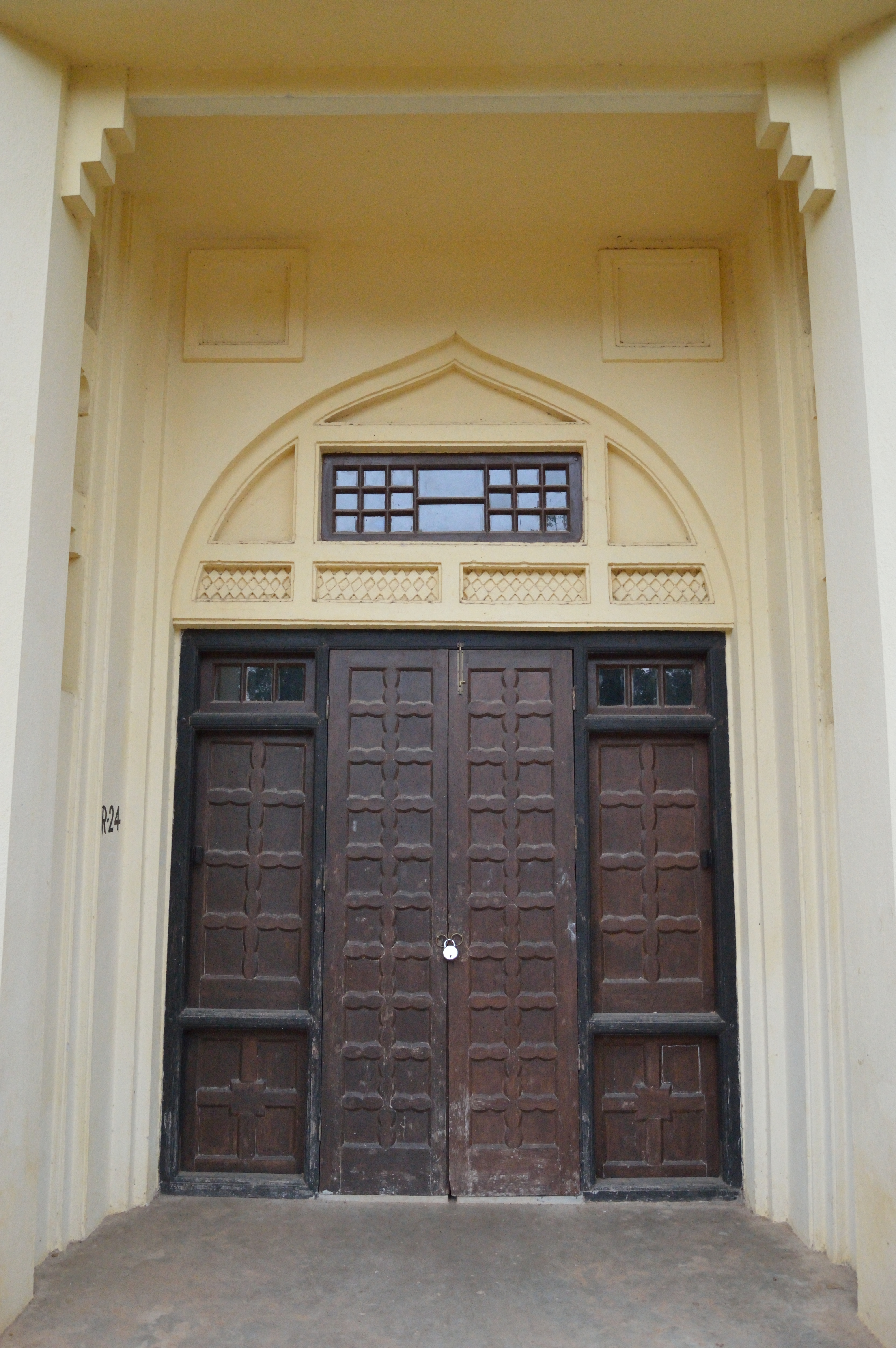
Ingresso, Sinha Sadan

### Santuario della fauna selvatica di Ballabhpur
Il Santuario della fauna selvatica di Ballabhpur si trova a 3 km da Santiniketan ed è noto come Deer Park. Fondato nel 1977, era un'area di khoai colpita dall'erosione del suolo. Ora è una vasta area boschiva con branchi di cervi e costituisce un santuario naturale per gli uccelli.

### Amar Kutir
Amar Kutir (che significa "il mio cottage"), un tempo luogo di rifugio per gli attivisti del movimento indipendentista, è stato trasformato nella sede di una società cooperativa per la promozione delle arti e dei mestieri. Si trova sulle rive del fiume Kopai, a circa 15 chilometri (9,3 mi) dall'area centrale di Santiniketan.

### Sonajhuri haat
Ogni sabato e domenica si può visitare il haat (o mercato) a Sonajhuri, vicino a Santiniketan. Questo è un mercato di villaggio e si possono acquistare prodotti di artigianato locale e ascoltare musica popolare cantata da gruppi tribali. Sonajhuri haat è il luogo ideale per vedere e collezionare oggetti di artigianato in legno, in terracotta, ornamenti in metallo grezzo, arte del dhokra e abiti di produzione locale. È un posto eccellente per sperimentare la cultura locale di Santiniketan.

## Galleria d'immagini

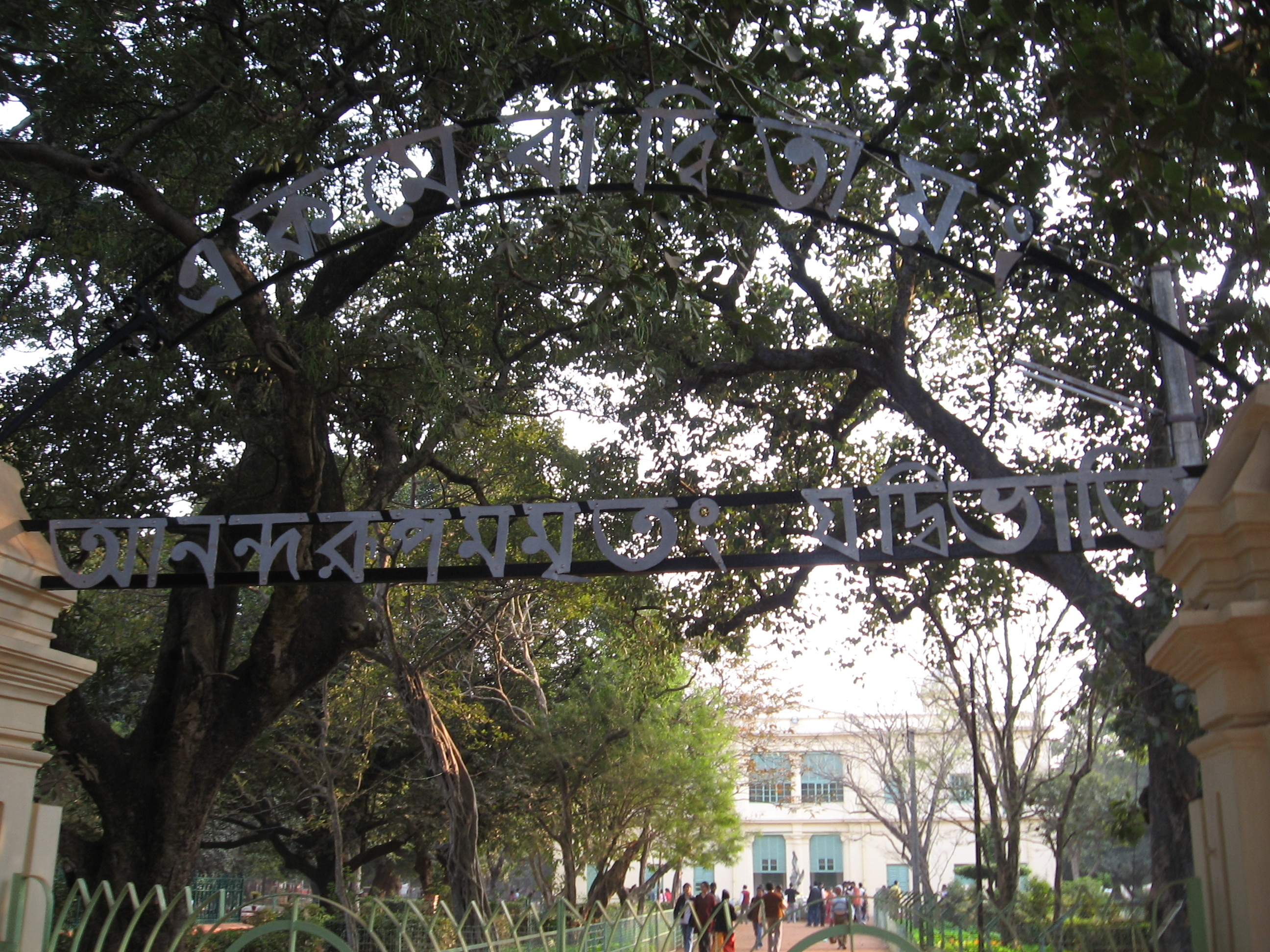
Santiniketan Griha
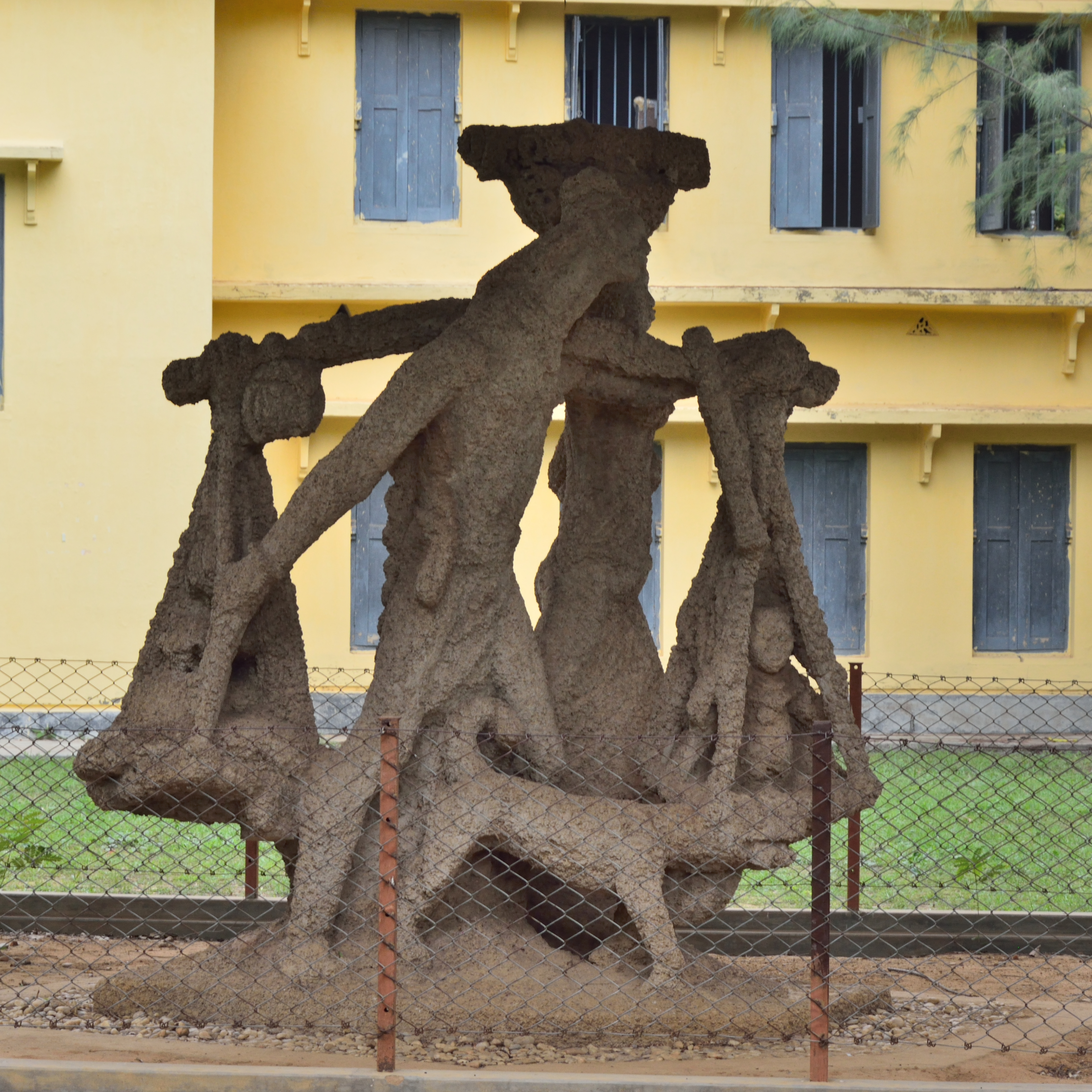
Famiglia Santal di Ramkinkar Baij
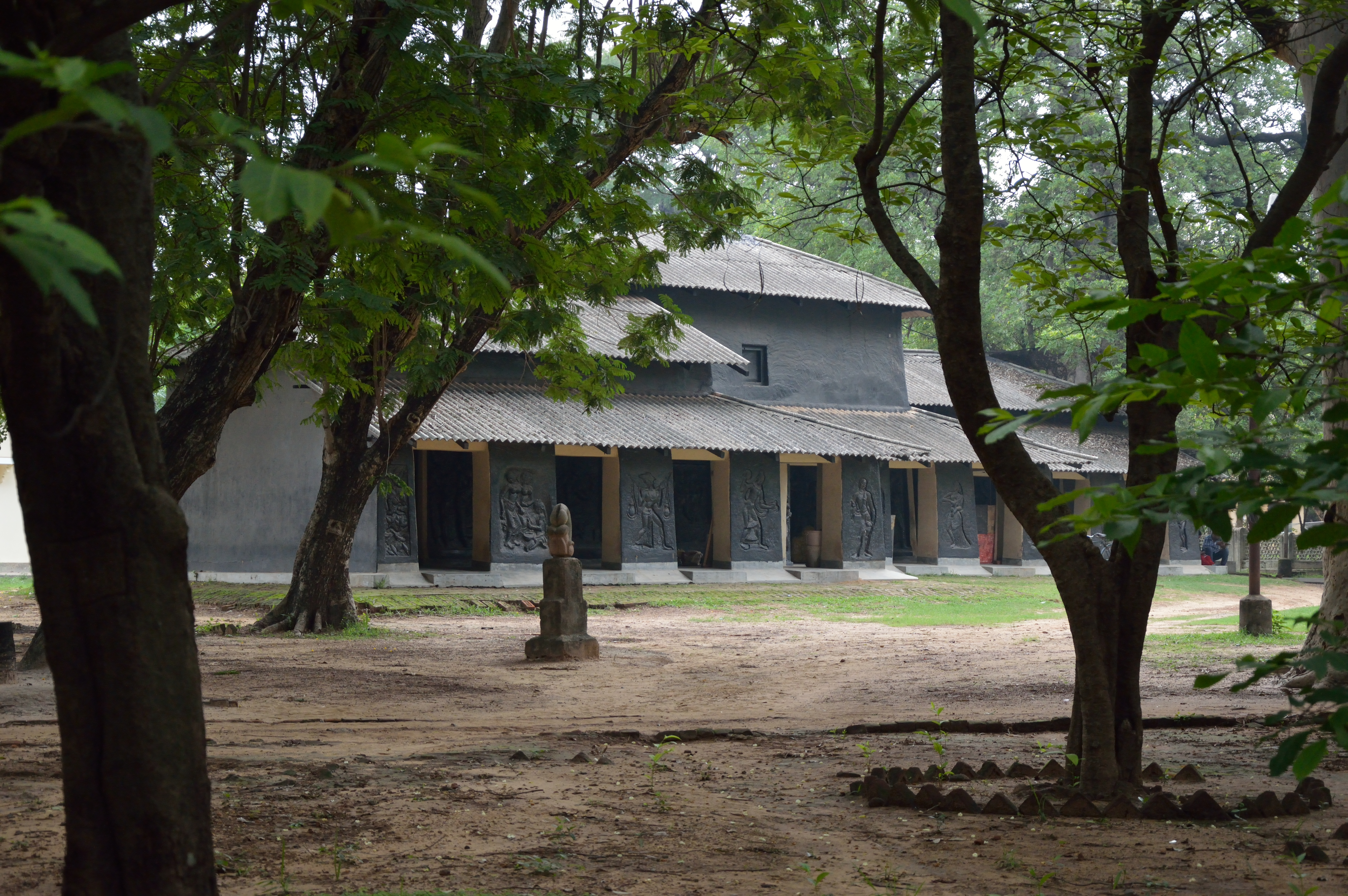
Kalo Bari – la casa costruita con fango e catrame di carbone
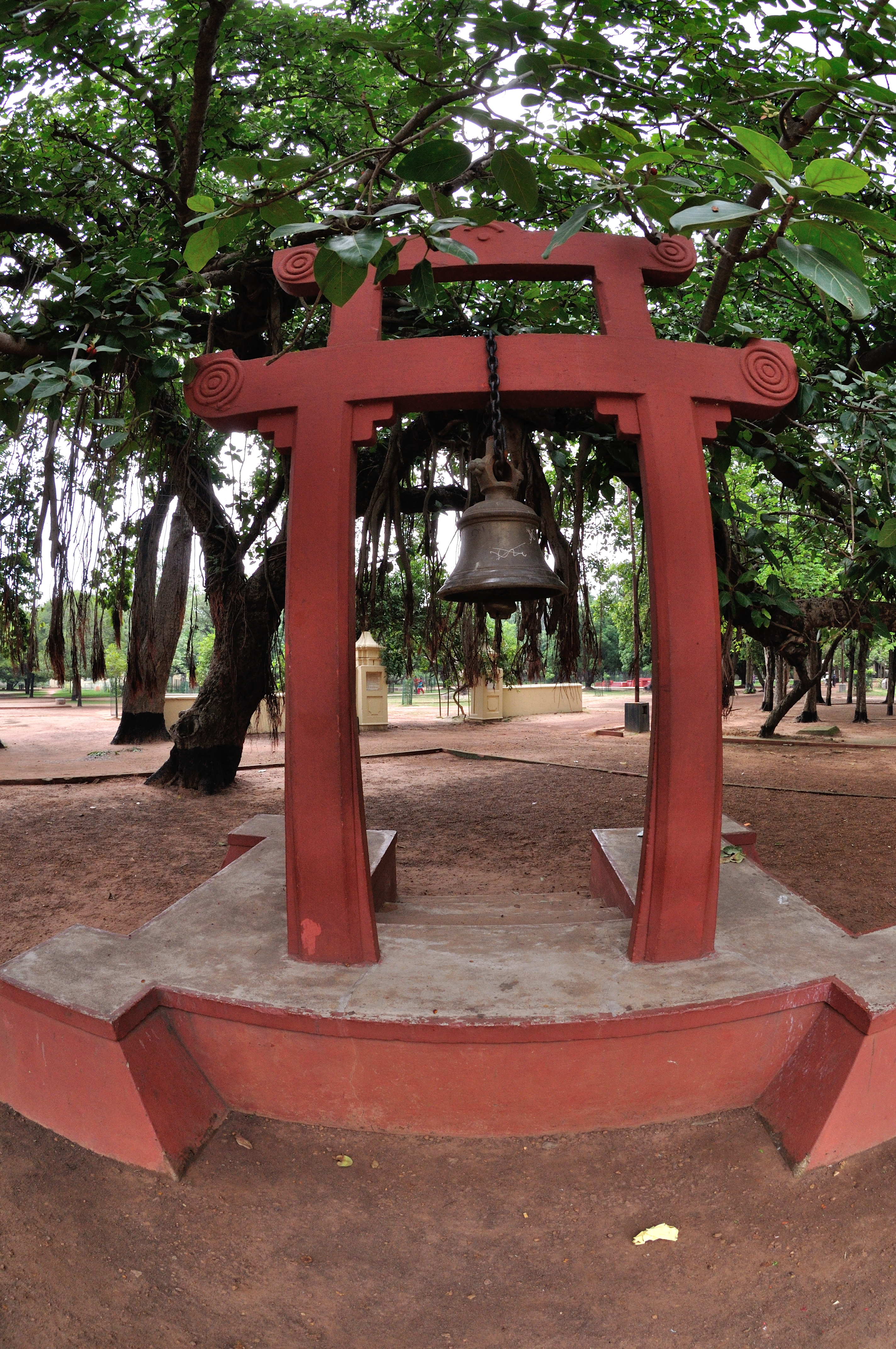
Ghantatala – il supporto della campana
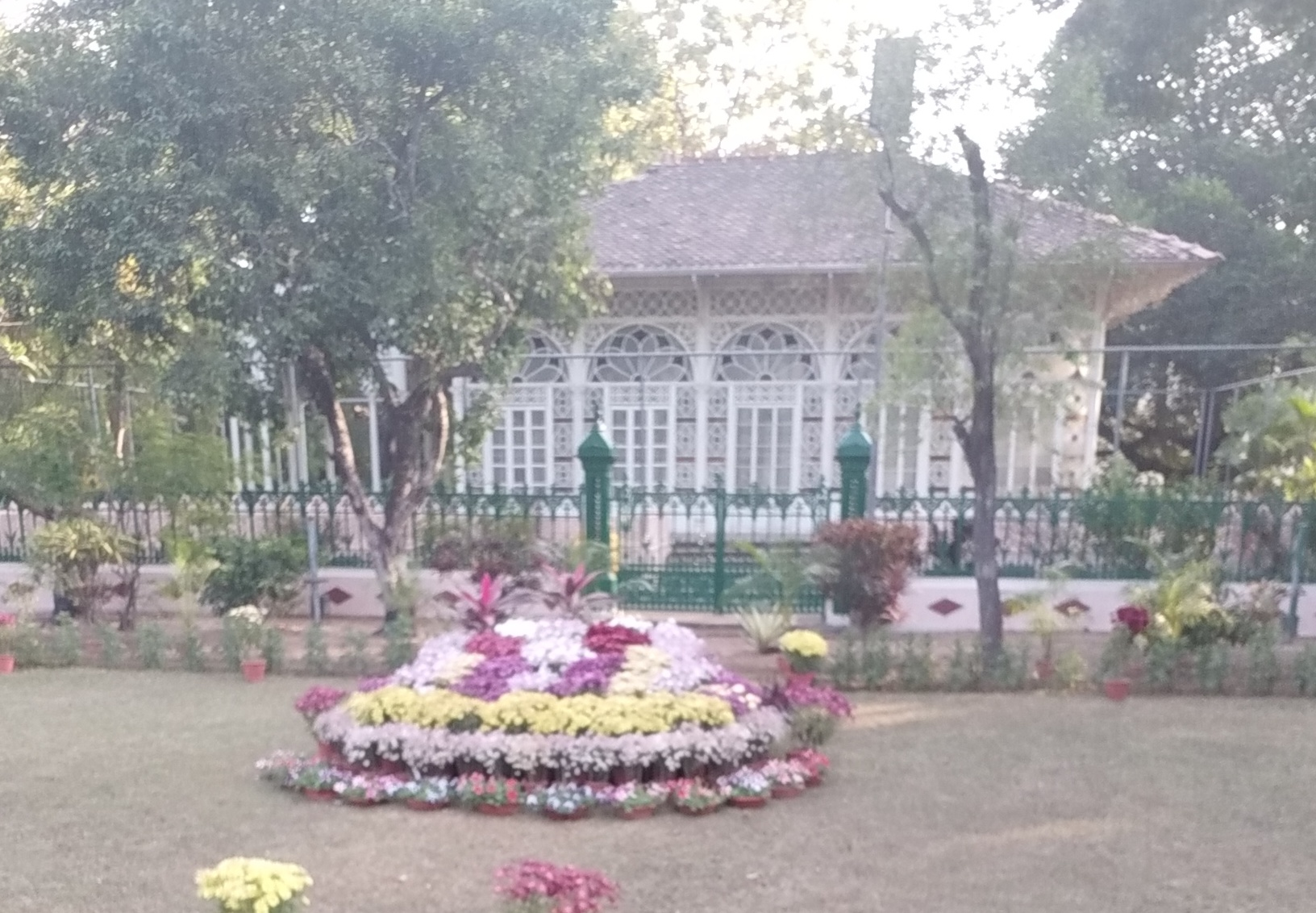
Upasana Griha a Santiniketan
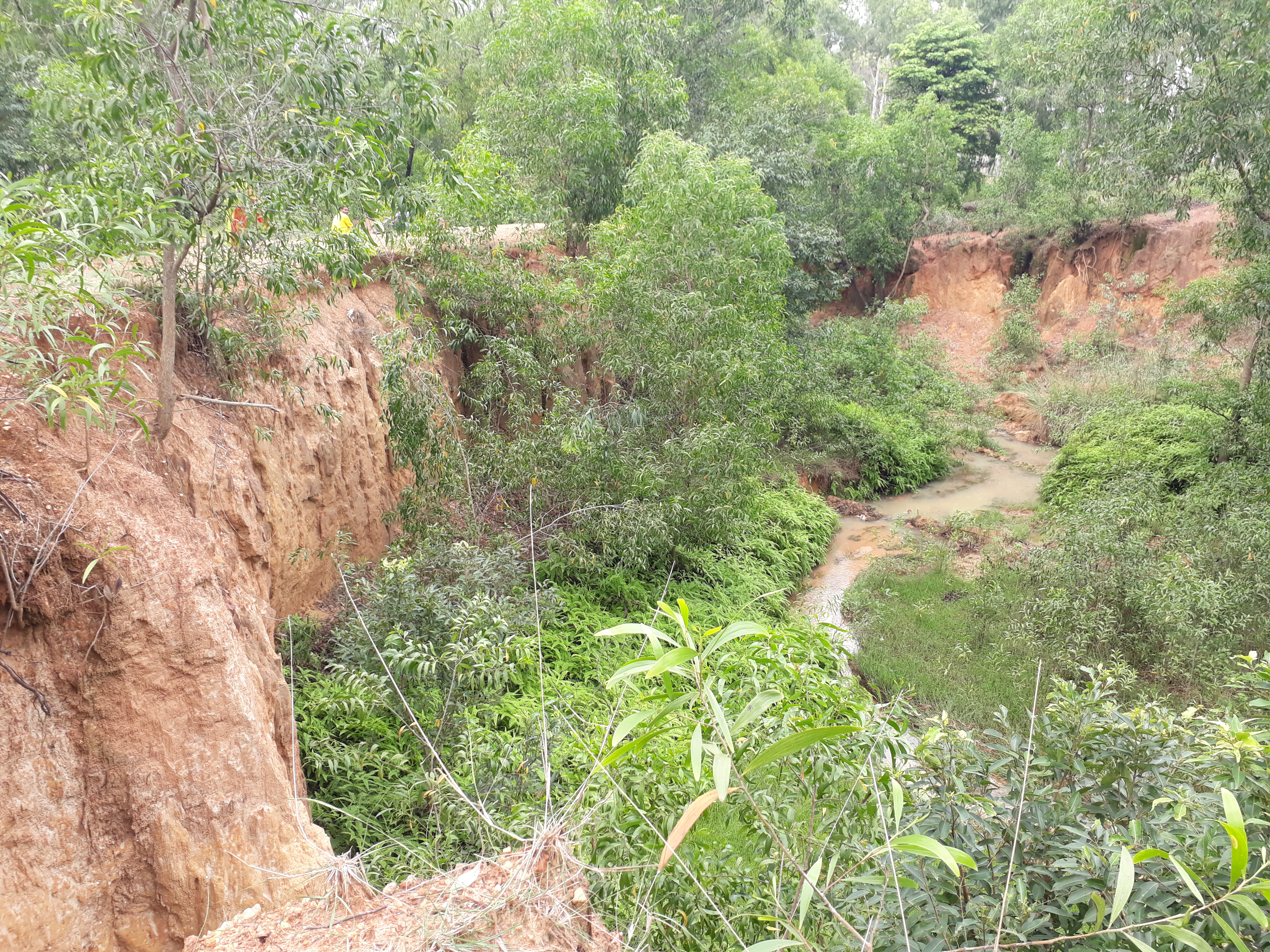
Khoai a Santiniketan
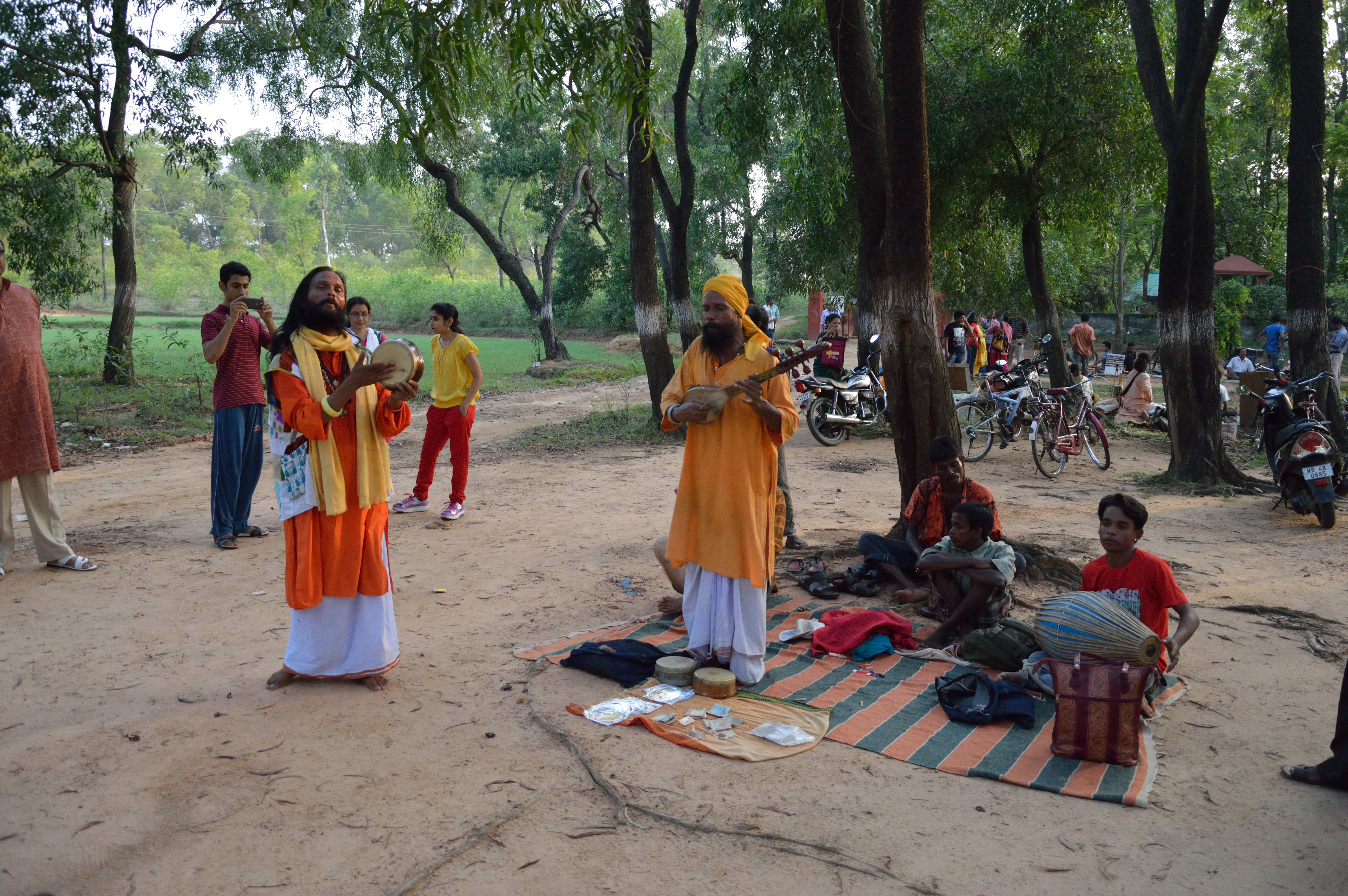
Spettacolo Baul al Sonajhuri haat del sabato
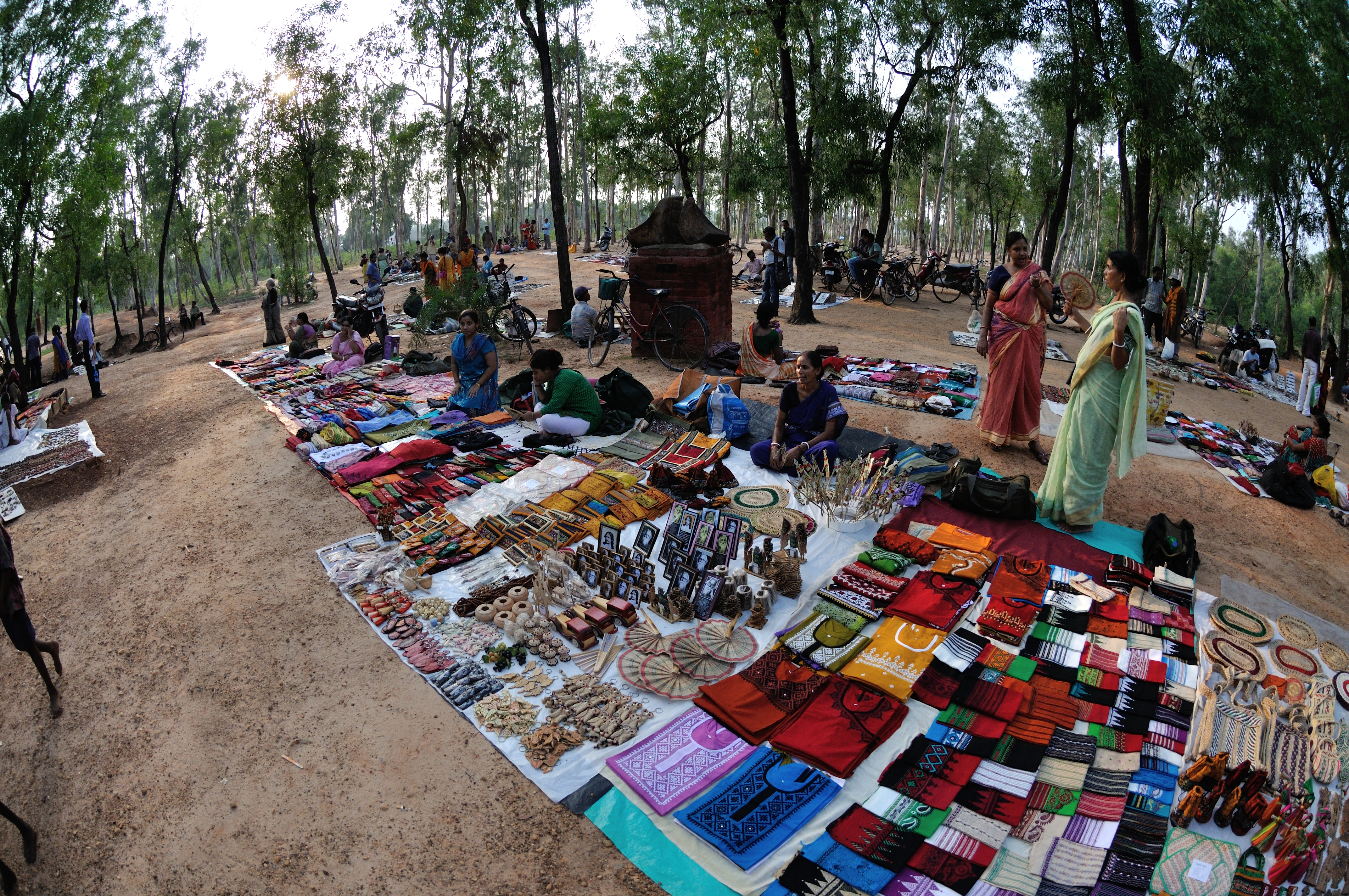
Artigianato del villaggio locale e altri oggetti al Sonajhuri haat del sabato
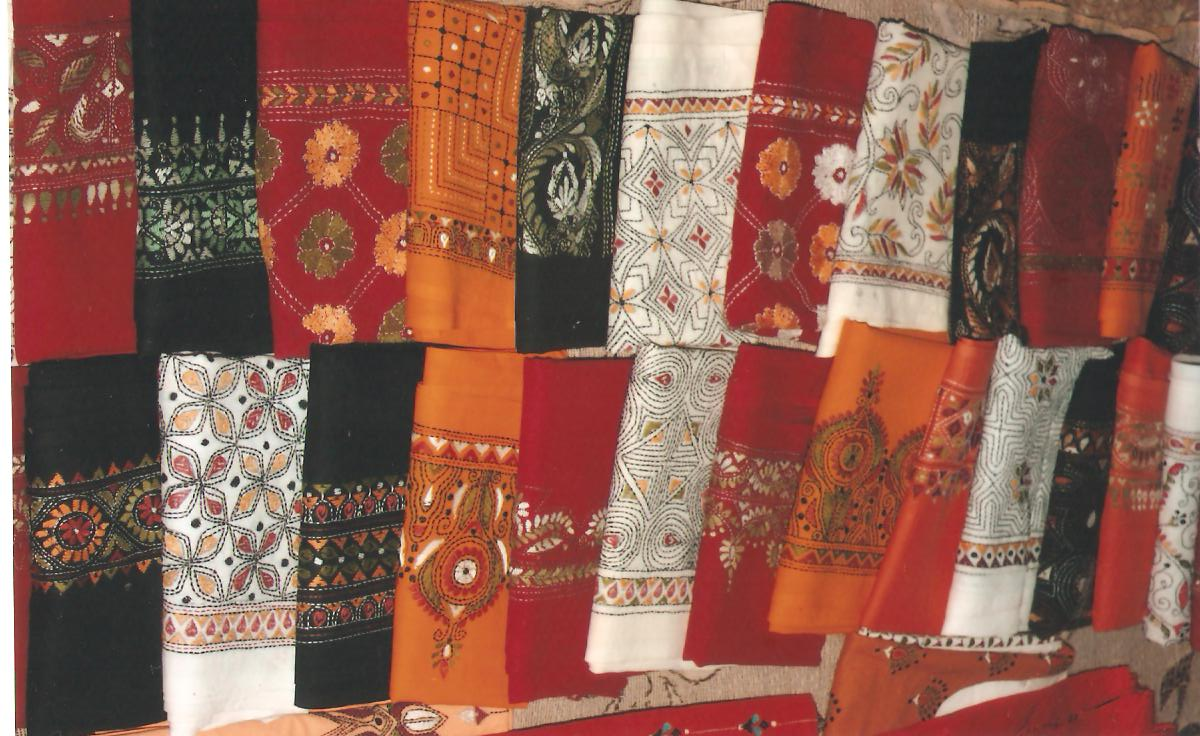
Alcuni prodotti di Amar Kutir esposti